# Mercedes-Benz W 154
Mercedes-Benz W 154 byl závodní vůz Grand Prix navržený Rudolfem Uhlenhautem roku 1938 a byl vyráběn společností Daimler-Benz AG. V 16 závodech Grand Prix 1938-9 dosáhl W 154 na 11 prvních, devět druhých a osm třetích míst. Na tomto typu jezdili Rudolf Caracciola, Manfred von Brauchitsch, Hermann Lang, Richard Seaman a náhradníci Heinz Brendel, Walter Bäumer a Hans Hartmann.
Typ W154 je mnoha historiky považován za nejlepší závodní vůz všech dob a patří k ceněným exponátům v muzeích i v garážích sběratelů.

## Vznik a vývoj
Protože pravidla AIACR od roku 1938 omezila kubaturu motorů na 3000 cm³ s kompresorem a na 4500 cm³ bez kompresoru, byl starší typ W 125 se zdvihovým objemem 5660 cm³ a výkonem kolem 440 kW/600 koní nepoužitelný. Nový jednomístný monopost W154 vycházel z konstrukce W125, ale byl vybaven dvanáctiválcovým motorem do V. Konstruktér Rudolf Uhlenhaut testoval podrobně obě možné varianty. Nakonec se rozhodl pro kompresorový motor. A tak vznikl Mercedes-Benz W154. Poháněl ho třílitrový vidlicový dvanáctiválec, přeplňovaný dvěma rootsovými kompresory, tedy dvoustupňovým přeplňováním s výkonem kolem 485 koní. Dosahoval rychlosti až 320 km/h a byl nejrychlejším "třílitrovým" automobilem své doby.
Pro rok 1939 byla karoserie snížena a přední vstupní otvor k chladiči získal charakteristickou oválnou štěrbinu. Jeden vozů W 154 v provedení roku 1939 (výr. č. 10) je součástí sbírek Národního technického muzea v Praze. Poválečná historie vozu s číslem podvozku W154/10 začala v opravně vozidel Wehrmachtu u Staré Paky, kde byl uskladněn spolu s druhým exemplářem, který nesl označení W154/9. Ten byl později prodán do USA a v letech 1947-1948 se zúčastnil závodu 500 mil Indianapolis. Za vůz výr. č. 10 v 90. letech zahraniční zájemci nabízeli NTM přibližně jednu miliardu korun, ale muzeum lákavé nabídce odolalo. Vůz má poškozený předek, což se stalo Antonínu Vitvarovi při zajíždění do garáže. Během dlouhých desítek let se překvapivě nikdo nepokusil vůz zrenovovat. I proto se původní stříbrný šíp změnil na "zelenkavý". Na straně druhé je posledním vozem svého druhu, který je v původním stavu.
Hlavním obdobím jeho použití byly roky 1938 a 1939, avšak i po II. světové válce se zúčastňoval závodů v Indianapolis 1947-1949 a na jihoamerickém kontinentu (Velká cena Buenos Aires 1951).

## Popis vozu
V základních parametrech podvozek (s trubkovým rámem z chrommolybdenových oválných trubek) a karoserie vycházely z předchozího typu W 125. Přes úvahy o variantách s motorem vzadu i vpředu s řadovými osmiválci, vidlicovými přeplňovanými dvanáctiválci V12 a nepřeplňovanými V24 se továrna nakonec rozhodla pro vůz s motorem umístěným vpředu, s přeplňovanou V12.
Kapalinou chlazený motor V12 s dvojitými vačkovými hřídeli v hlavě byl připraven pro vstřikování paliva, ale nakonec byly použity standardní karburátory. Dvojité karburátory zakomponovaly všechny zkušenosti získané motorem DAB při rekordních pokusech z ledna 1938. Vyznačovaly se nejpokročilejším předválečným systémem GP s automatickými ventily, (Venturiho efekt) a přídavným karburátorem (známým jako Zusatzvergaser), který se zapínal při vysokých otáčkách. Zdvihový objem činil 2961,54 cm³ při vrtání 67 mm a zdvihu 70 mm. Každý válec měl čtyři ventily, rozvod DOHC (2x OHC), komprese 7,5. První testy ukázaly, že při 8000 otáčkách za minutu měly písty tendenci narážet na ventily. Tým po prvních závodech sezóny použil jiný vačkový hřídel, kterému byl částečně obětován výkon snížením na 425 koní při 7800 otáčkách za minutu, dokud nebyl problém vyřešen. Langův motor v červenci při Velké ceně Francie dával už 474 koní při 8000 ot./min. Později v sezóně byl výkon motoru z důvodů spolehlivosti přece jen snížen na nějakých 435-445 koní. Motor byl v podvozku umístěn šikmo tak, že hřídel vrtule mechanicky poháněného kompresoru procházela vlevo od sedadla řidiče, což umožnilo vůz velmi snížit. Nová převodovka měla 5 rychlostních stupňů, přičemž první rychlostní stupeň byl chráněn západkou proti nechtěnému zařazení. W154 se ukázal jako úspěšný vůz s dobrou ovladatelností.
Zůstalo z W 125 i přelomové zadní zavěšení DeDion, které bez vedlejších účinků kombinovalo výhody nezávislého zavěšení s kyvadlovou nápravou používanou mnoha konkurenty. Přední náprava byla tvořena dvojitými lichoběžníkovými rameny s podélnými torzními tyčemi. I když byla nejvyšší dovolená hmotnost vyřazena z pravidel, co největší úspora hmotnosti byla pochopitelnou prioritou. Kvůli tomu byla většina dílů podvozku děrována za účelem odlehčení a odstranění přebytečného materiálu. Za pozornost stojí tlumiče, jejichž tuhost mohl pilot regulovat v průběhu závodu.
Karoserie z hliníkové slitiny s podílem hořčíku (hydronalium) byla nízká, více aerodynamická než u W125 a chladič kompenzoval ztrátu výšky tím, že byl širší než u dřívějších vozů. Nový motor se ukázal jako velký "žrout" paliva i oleje. Pro zastávky v boxech musel být přidán poklop pro doplňování oleje, a protože palivo bylo používáno i k chlazení vysokootáčkového motoru, spotřeba paliva vzrostla na 1,2-1,5 l/km. To znamenalo, že bylo třeba věnovat zvláštní pozornost umístění nádrže. Nádrž o objemu 142 litrů pod sedadlem řidiče plus hlavní, zadní nádrž dávaly celkem 340 litrů, což mělo stačit při závodech na jednu zastávku v boxech. Podsedlová nádrž byla nejprve naplněna přepadem směřujícím do zadní nádrže. Vyskytl se problém s vysokou spotřebou oleje, který se během sezóny vyřešil novými písty a přídavnými čerpadly pro čištění oleje. Motor se také ukázal jako křehký, pokud byl překročen jeho "otáčkový" limit. Chronickým problémem bylo, že se motor po zastávkách v boxech těžko restartoval. Vozy v roce 1938 byly podstatně hmotnější, než tomu bylo za dob platnosti formule 750 kg. Mercedes W 154 vážil 980 kg, podobně na tom byly i ostatní vozy konkurentů.
Navzdory všem úspěchům byl Mercedes-Benz W154 průběžně vyvíjen. Vozy z roku 1939 (též označované jako W 154 II) měly nový motor a novou karoserii na původním podvozku. Se stejným objemem válců jako M154 byl nový M163 silnější a konstrukce vyřešila i problém s vysokou spotřebou oleje u M154. Nová konstrukce umožnila programování karburátoru s otevřením dalších trysek při zvoleném nastavení škrticí klapky. Sedlová nádrž měla nyní objem 185 litrů a zadní nádrž 235 litrů, což dávalo dohromady 420 litrů. Vnější okraje brzdových bubnů byly přepracovány tak, aby fungovaly jako ventilátory foukající chladný vzduch na brzdy. Chladič byl nové konstrukce, díky čemuž měl vůz menší přední čelní plochu. Během sezóny bylo zavedeno vícestupňové přeplňování (2 kompresory) s větším primárním dmychadlem umístěným vpravo a menším sekundárním dmychadlem vlevo, obě běžící rychlostí 1,25x otáček klikového hřídele.

## Sportovní úspěchy

#### Okruhové závody
1938
V roce 1938 federace AIACR pokračovala v pořádání mistrovství Evropy jezdců (ME). Do šampionátu byla zařazena Velká cena Francie, Německa, Švýcarska a Itálie. Mimo to se jelo dalších 12 volných závodů. Mercedes-Benz nasadil W 154 do 5 volných závodů, celkem vč. ME startoval v 9 závodech. Zvítězil v 6 z nich. Továrními jezdci byli Rudolf Caracciola, Manfred von Brauchitsch, Hermann Lang a Richard Seaman, které v některých závodech doplňovali rezervní jezdci. Mercedes-Benz pro rok 1938 postavil 14 nových podvozků a 19 motorů.
Prvním startem nových vozů se stala městská Velká cena Pau (první závod sezóny) konaná 10. dubna, na níž Caracciola s Langem obsadili 2. místo. Langův vůz v tréninku zkolaboval, proto nemohl do závodu nastoupit. Caracciola se ujal vedení před Dreyfusem (Delahaye 145). Na pomalém okruhu v Pau Mercedes nemohl využít svou sílu k patřičné výhodě, zvláště když v průběhu závodu začalo pršet a povrch vozovky začal být kluzký. Vzhledem k tomu, že spotřeba paliva Mercedesu byla vysoká, Caracciola musel vícekrát tankovat. Po polovině závodu (100 kol, 276,96 km) Lang převzal řízení po dalším tankování a Dreyfus převzal vedení. Dreyfus nemusel tolikrát zastavovat, protože spotřeba Delahaye byla poloviční oproti Mercedesu. Francouz tak získal vedení, které udržel až do cíle, a vyhrál o necelé 2 minuty před Langem.

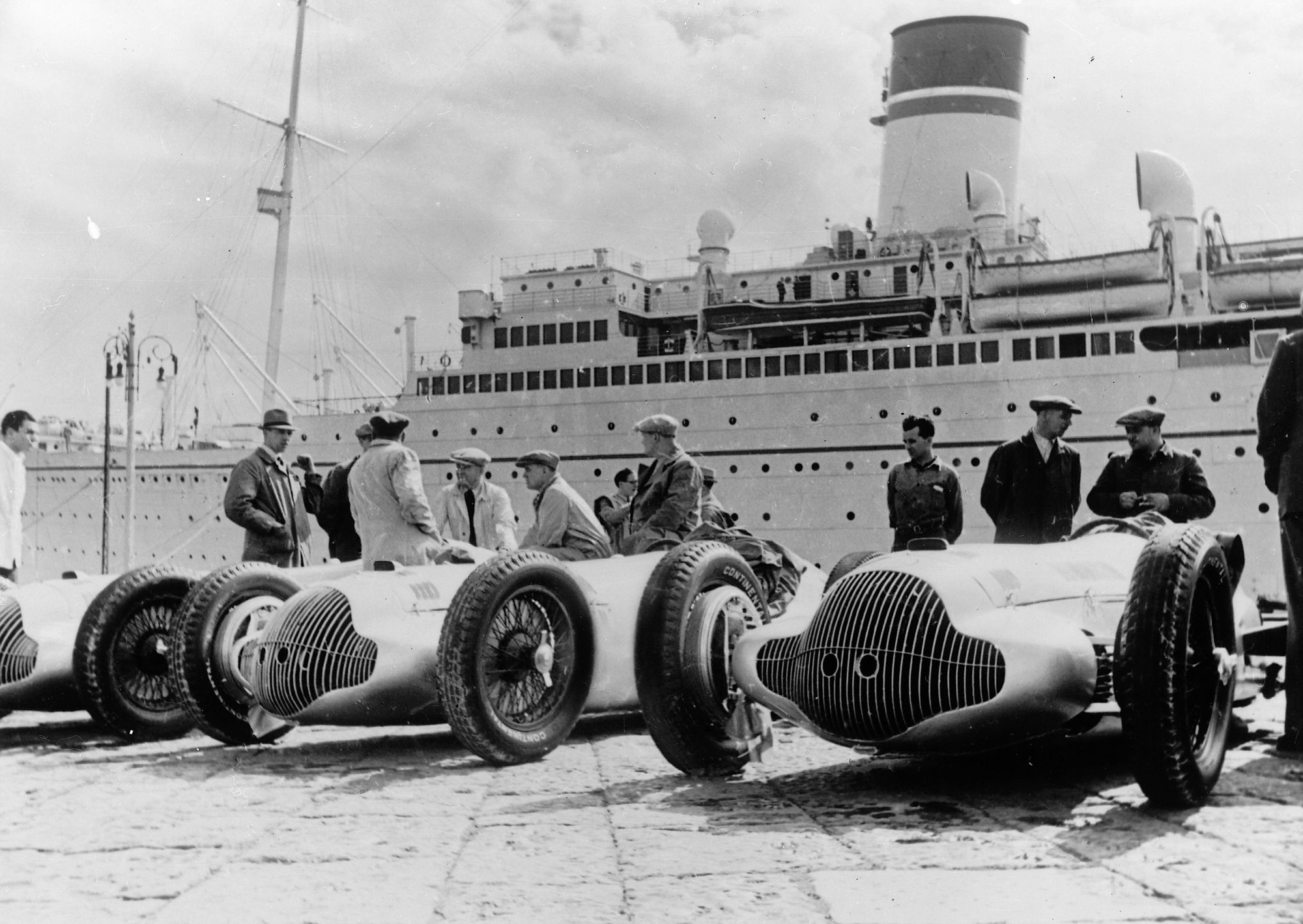
Mercedesy-Benz W 154 po vylodění v Tripolisu (1938)

Další dvě velké ceny Mercedes vynechal a objevil se třemi vozy až 15. května na Autodromu di Mellaha při Velké ceně Tripolisu. Gran Premio di Tripoli se konala již po dvanácté a závod v italské kolonii uspořádaly L' Automobile Club di Tripoli a sportovní komise RACI (Reale Automobile Club d'Italia). Z pole position do závodu na 40 kol (524 km) vyrazil Hermann Lang (st. č. 46), brzo se k němu připojil Manfred von Brauchitsch (st. č. 44) a Rudolf Caracciola (st. č. 26). V tomto pořadí všichni na W 154 projeli i cílem. Lang zajel i nejrychlejší kolo závodu průměrnou rychlostí 219,7 km/h. Závod byl poznamenám tragickou havárií, při které zahynul Eugenio Siena (Alfa Romeo Tipo 312).

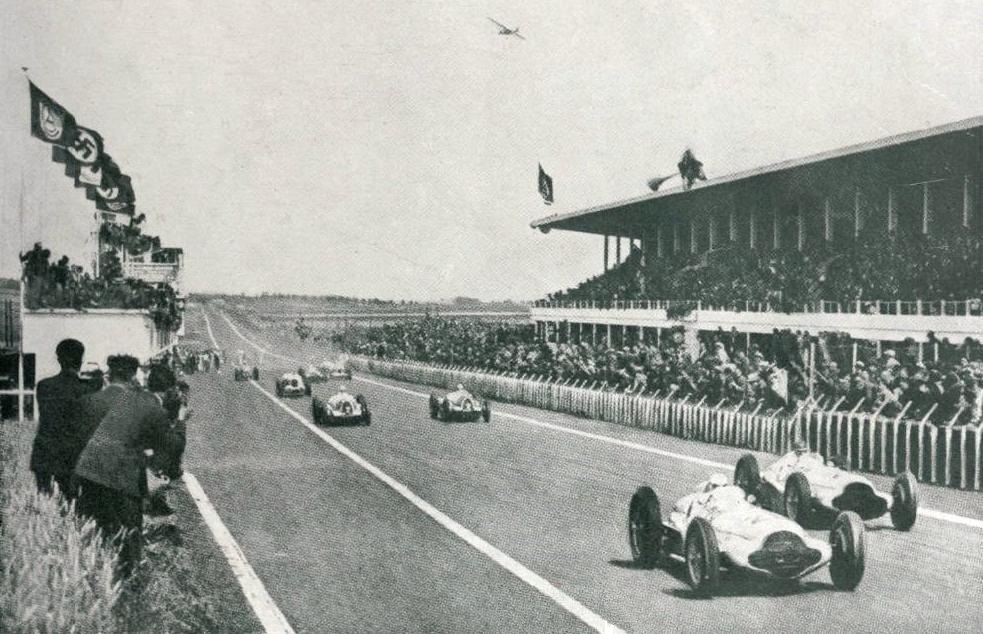
Start Grand Prix Francie 1938, v čele Lang před Brauchitschem

Toto "trojné" vítězství si Mercedes zopakoval i na prvním podniku mistrovství Evropy, kterým byla Velká cena Francie na okruhu Reims-Gueux konaná 3. července (64 kol/500,9 km). Lang byl nejrychlejší v tréninku s časem 2:39,2 min (176,970 km/h) a do závodu startoval z pole position. Lang opět zajel i nejrychlejší kolo závodu rychlostí 170,6 km/h, ale v samotném závodě zvítězil Brauchitsch před Caracciolou a Langem. O tři týdny později (24. července, ME) na Velkou cenu Německa (22 kol/501,8 km) nasadil na Nürburgringu Mercedes 5 vozů W 154. Po problémech v tréninku odstartovaly do závodu čtyři W 154, aby do cíle dojely jen dva, ovšem na prvních dvou místech v pořadí Richard Seaman a Caracciola s Langem. Brauchitsch v 17. kole havaroval a Langovi ve stejném kole odešel motor.
Při nemistrovském závodu Coppa Ciano 7. srpna na okruhu Ardenza Circuit v Livornu sice po 40 kolech zvítězil Brauchitsch, ale byl po protestu stáje Alfa Corse diskvalifikován, protože přijal cizí pomoc. Když najel do balíků slámy, nezbránil příliš horlivým italským divákům, aby vůz z balíků vytlačili zpět na trať. Lang, který dojel druhý, byl poté vyhlášen vítězem.
O týden později (14. srpna) se jel 14. ročník závodu Coppa Acerbo (Velká cena Pescary). Alfred Neubauer do tohoto nemistrovského závodu nasadil 3 vozy W 154. Jediný, kdo dojel z týmu Mercedes do cíle, byl Rudolf Caracciola před dvěma Alfami Romeo, Tipo 312 (Guiseppe Farina) a Tipo 308 (Vittorio Belmondo). Po startu Brauchitsch dostal svůj vůz před Caracciolu a Langa, za nimi jeli Nuvolari a Müller. Těchto pět vozů jelo těsně vedle sebe v neuvěřitelně rychlém tempu, které diktoval Brauchitsch. Manfredu von Brauchitschovi "odešel" motor již po 2.kole a vedení se ujal Caracciola, následovaný Langem. Langovi vůz na klesajícím rovném úseku v 5. kole asi při rychlosti 280 km/h začal hořet. Lang přes své tmavé brýle v jasném slunci neviděl plameny, ale cítil na nohou nesnesitelné horko. Zastavil na kraji dráhy, sundal odnímatelný volant a vyskočil s ním ven těsně předtím, než k nebi vyšlehl 30 metrů vysoký plamen. Z druhé strany silnice pak sledoval, jak jeho krásné auto shořelo. V závodě bylo prováděno i měření nejvyšší rychlosti, zde uspěl Rudolf Caracciola s hodnotou 276,9 km/h. Na konci 16. kola po 412,8 km Caracciola protnul cílovou čáru v čase 3:03:45,65 h, přes tři minuty před Farinovou 12válcovou Alfou Romeo Tipo 312, následovanou Belmondovou 8válcovou Alfou Tipo 308.

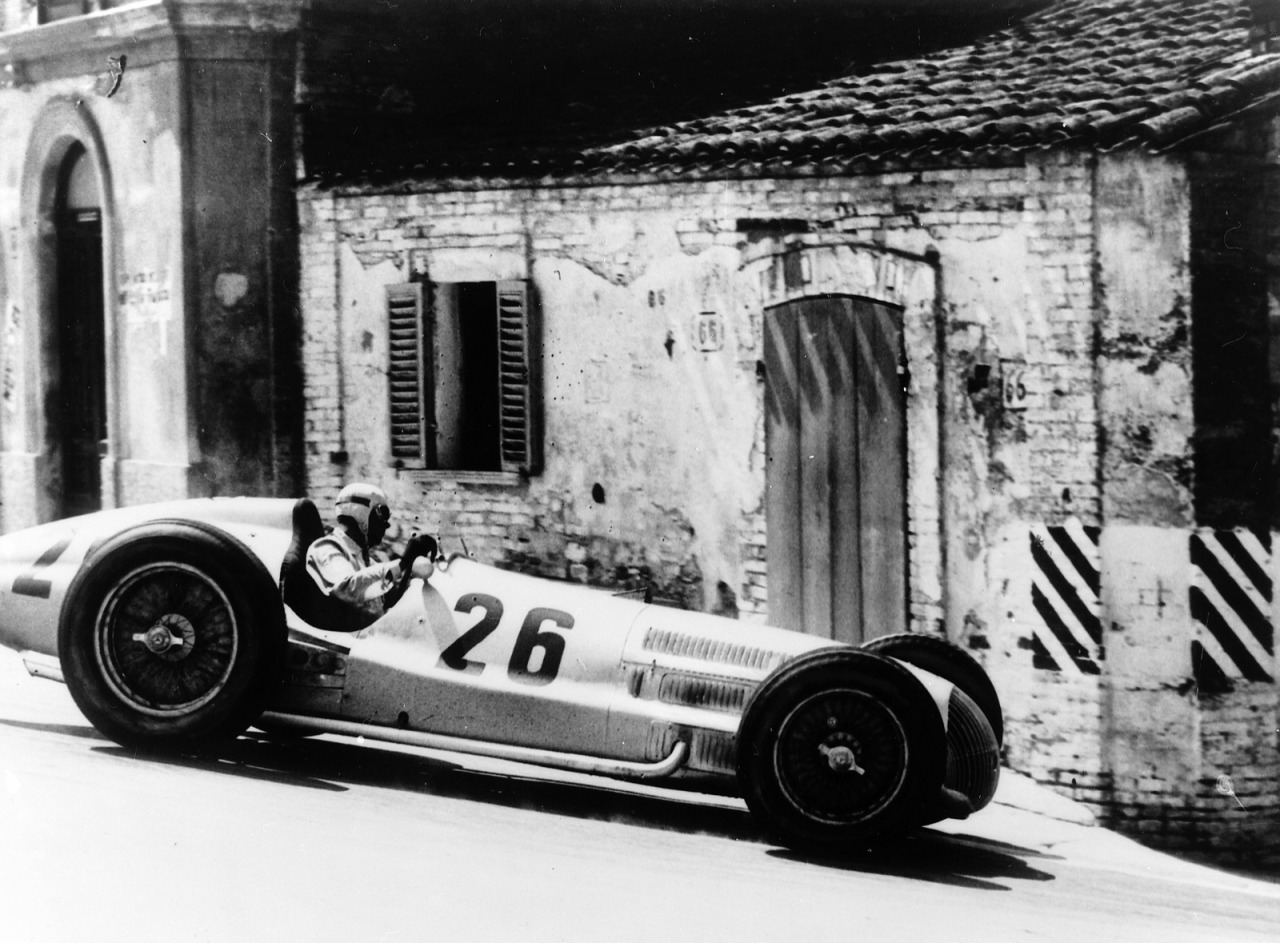
Vítěz Coppa Acerbo 1938 (Grand Prix Pescary), Mercedes W 154, Caracciola

O další týden později, se na okruhu Bremgarten u Bernu 21. srpna konal 5. ročník Velké ceny Švýcarska (ME, 50 kol/364 km). Mercedes nasadil do závodu 4 vozy, rovněž tak Auto Union (Typ D), 6 vozů Alfa Romeo (Tipo 308, 312 a Monza). Startovní pole doplňovaly Maserati (4 vozy, 2x 8CM, Tipo 26 a 6C-34) a Delahaye (2 vozy). Z pole position vyrazil do závodu Seaman, když mu společnost v první řadě dělali Lang a Caracciola, z druhé řady je jistil Brauchitsch. V průběhu závodu se mrholení změnilo v déšť, což snížilo jízdní průměry, ale neohrozilo to trojnásobné vítězství W 154 v pořadí Caracciola, Seaman (ten zajel nejrychlejší kolo závodu za 2:50,8 min, tj. 153,4 km/h) a von Brauchitsch. Na 10. místě dojel ještě Bäumer na Langově voze. V desátém kole se totiž Lang pokoušel předjet v zatáčce jiný vůz, když ho do brýlí zasáhl kámen odmrštěný od zadního kola předjížděného auta. Lang s velkými bolestmi dorazil do boxů se zraněným pravým okem a jeho místo převzal rezervní jezdec Bäumer. Německý závodní lékař Gläser odstranil Langovi z oka drobné úlomky bezpečnostního skla, ale později se Lang musel stejně podrobit zásahu očního lékaře. Pořadí ME po Velké ceně Švýcarska: Caracciola 5 bodů, Brauchitsch 9, Seaman 11, Lang 12 (všichni W 154), Stuck 15, Müller 16, Nuvolari 19 a Kautz 21 bodů (všichni Auto Union D).
Posledním závodem ME byl 16. ročník Velké ceny Itálie, který se jel na Monze 11. září. Neubauer opět nasadil do závodu 4 vozy W 154. V první řadě na startu stály zprava Lang (pole position), Brauchitsch, Caracciola a Müller na Auto Unionu D, v druhé řadě na W 154 byl ještě Seaman. Toto byl pro Mercedes nejméně úspěšný závod roku. Zvítězil Nuvolari (Auto Union D) před Farinou (Alfa Romeo Tipo 316). Již v 2. kole se Caracciola dvakrát otočil v ostré zatáčce Florio a při najetí do balíků slámy zadní částí vozu si promáčkl ocas a bok, navíc se mu zastavil motor. Caracciola sám vytlačil auto na silnici, pověsil volant na jedno ze zrcátek, roztlačil auto a naskočil. Po třech pokusech nakonec motor naskočil a opět vyjel, ale s velkým zpožděním, ztratil více než jedno kolo. Ve 31. kole Caracciola zastavil v depu kvůli dotankování a výměně pneumatik. Kvůli spálenému těsnění výfuku horké plyny zahřály kovovou podlahu tak, že to popálilo Caracciolovi pravou nohu i přes azbestové podrážky. Při zastávce v boxech vylezl z auta a Brauchitsch, který odpadl po 20. kole s poruchou motoru, převzal volant, ovšem jen na čtyři kola, zatímco Rudi si chladil nohy ve kýblu s vodou. Ve 35. kole Caracciola převzal vůz od Brauchitsche zpět a pokračoval v závodě na průběžném 6. místě. Bylo pro něj důležité dokončit závod, pokud chtěl vyhrát mistrovství Evropy. Po 50 kolech byl 4. a v cíli skončil na třetím místě, byť tři kola za vítězným Nuvolarim. Odjel prvních 31 kol, předal vůz Brauchitschovi na čtyři kola a pak jel znovu na 22 kol. Další jezdci s W 154 odpadli, Seaman skončil v 16. kole pro požár motoru, Brauchitsch odpadl v 20. kole pro poruchu motoru a Lang ukončil závod v 34. kole rovněž pro poruchu motoru (zajel nejrychlejší kolo závodu v 29. kole v čase 2:34,2 min, tj. 163,3 km/h). Neubauer byl sice znechucen výkonem vozů Mercedes, ale večer přeci jen s týmem slavil Caracciolovo vítězství v mistrovství Evropy a první 4 místa, která obsadili jeho svěřenci v konečném pořadí mistrovství. V konečném pořadí ME - tak jako v roce 1937 - obsadili jezdci na Mercedesech prvá čtyři místa v pořadí Caracciola (8 bodů), Brauchitsch (15 b.), Lang (17 b.) a Seaman (18 b). Až za nimi skončily Auto Uniony Stucka, Nuvolariho a Müllera a Alfa Romeo Fariny.
1939

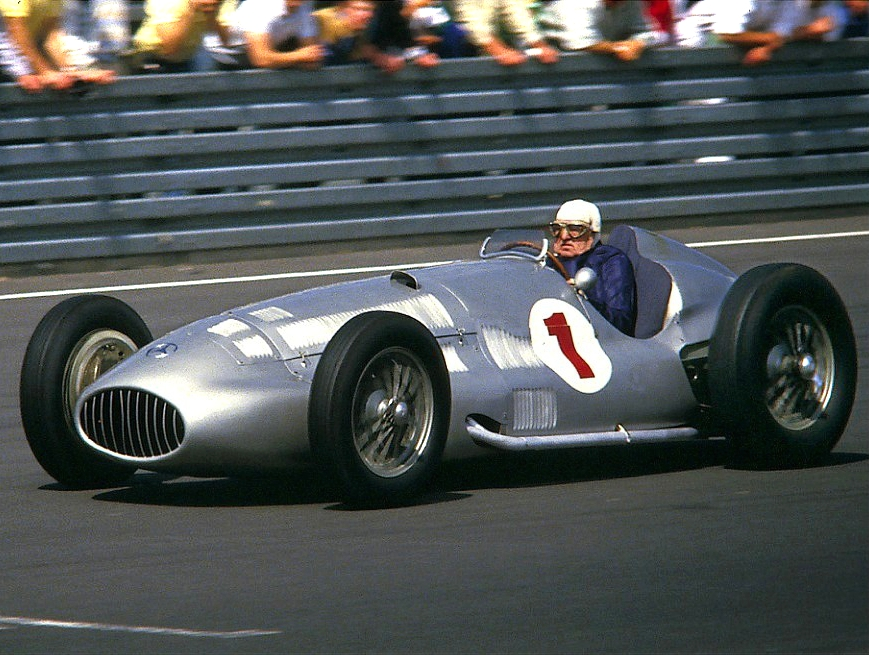
Hermann Lang na W 154 II (1939) při Oldtimer-GP AVD na Nürburgringu (1986)

Do mistrovství Evropy jezdců AIACR Daimler-Benz přihlásil čtyři W 154 II pro Rudiho Caracciolu, Manfreda von Brauchitsche, Hermanna Langa a Richarda Seamana. V tomto roce mělo mistrovství Evropy tvořit 5 závodů (Belgie, Francie, Německo, Švýcarsko a Itálie). Odjely se však jen čtyři závody, poslední Velká cena Itálie naplánovaná na 2. zářijový týden se neuskutečnila, protože 1. září vypukla II. světová válka. Celkem se konalo 14 závodů se statusem Velká cena, Mercedesy se zúčastnily 7 z nich.
Prvním závodem sezony byla již tradičně Velká cena Pau, která se jela 2. dubna. Závod se jel na 100 kol na městském okruhu v Pau v celkové délce 276,9 km. S novými vozy (provedení 1939) byli přihlášeni Carracciola, Brauchitsch, Lang a Seaman (jako rezervní vůz). Do závodu z první řady odstartovali v pořadí Brauchitsch, Lang a Caracciola, který se hned ujal vedení. Již po prvních kolech tři vozy Mercedes vytvořily vlastní skupinu. Po 15 kolech mělo trio Mercedesu půlminutový náskok na Carrièrèho Talbot MD 90 a týmový manažer Neubauer dal svým jezdcům příkaz, aby trochu zvolnili tempo. V 29. kole Caracciolu postihla porucha olejového potrubí, po 12 minutách opravy v boxech se sice vydal ještě na trať se ztrátou 7 kol, ale brzo poté odstoupil. Po třetině závodu vedl von Brauchitsch před Langem o 21 vteřin. Von Brauchitsch jezdil stále rychleji a v polovině závodu vedl před Langem již o půl minuty. V 82. kole motor von Brauchitschova Mercedesu, který nyní vedl o 45 sekund, vyjel v šikaně z trati. Von Brauchitsch se domníval, že mu došlo palivo, udělal proto překvapivou zastávku v boxech a přenechal tím vedení svému týmovému kolegovi. Navzdory Brauchitschově mohutnému finiši (nejrychlejší kolo za 1:46,8 min = 93,4 km/h) Lang zvítězil o 16,8 vteřiny.
Závody Eifelrennen se konaly na Nürburgringu 21. května. Závod se jel na 10 kol v celkové délce 228,1 km. Přihlášeno bylo 5 vozů W 154, 6 Auto Unionu D (pro ně první závod sezony 1939), 3 Maserati a 2 Talboty MD. Jediný Langův Mercedes byl vybaven dvoustupňovým přeplňovaným motorem, ostatní jeli na starším provedení s jedním kompresorem. Lang zajel v měřeném tréninku nejrychlejší čas 9:54 min a odstartoval z první pozice na roštu. Po prvním kole bylo pořadí Lang, Caracciola, von Brauchitsch a Nuvolari. Během prvních kol Lang opravdu "létal" a brzy si vytvořil 14vteřinový náskok. Caracciola odpověděl na výzvu tím, že zajel kolo za 9:54 min a stáhl ztrátu na 8 vteřin. Ujal se vedení, když Lang ve 4. kole ztratil 33 vteřin zastávkou v boxech. Lang se vrátil do závodu na třetím místě za Caracciolou a Nuvolarim. Ale i Caracciola byl v 6. kole boxech a do čela se opět dostal Lang před Caracciolu. Lang využíval svůj nový motor na maximum a tím, že zajel kolo za 9:52,2 min, překonal Rosemeyerův rekord z roku 1936. Vyhrál Lang před Nuvolarim (Auto Union D), který jel bez výměny pneumatik non-stop. Caracciola a Brauchistich dojeli za ním, na 3. a 4. místě, ještě na 8. místě skončil náhradní jezdec Mercedesu Hans Hugo Hartmann. Odpadl jediný Seaman, který hned na startu spálil spojku.

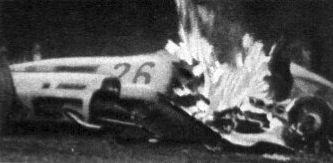
Hořící vůz Richarda Seamana, st. č. 26, GP Belgie (1939)

První závod započítávaný do ME se jel ve Spa-Francorchamps 25. června jako 8. Velká cena Belgie. K závodu na 35 kol v celkové délce 507,5 km byly přihlášeny 4 mercedesy W 154, 4 Auto Uniony D, 2 Alfy Romeo (Tipo 316 a 308), 2 Maserati (8CM a 6C) a 2 Delahaye 135CS. Daimler-Benz přihlásil čtyři W 154 pro Rudiho Caracciolu, Manfreda von Brauchitsche, Hermanna Langa a Richarda Seamana. Vozy byly vybaveny staršími motory M154, těžší M163 se pro tento závod nehodily. Poprvé byly všechny motory vybaveny dvoustupňovým přeplňováním, které poskytovalo špičkový výkon 475 k již při 7500 ot./min, na rozdíl od vyšších otáček (8000 ot./min) u staré verze. V den závodu zahalily nízko visící mraky ardenský les s občasnými dešťovými přeháňkami. Na jedné straně okruhu, jak je ve Spa běžné, pršelo a na druhé ne. V závodě po 3 hodinách a 20 minutách zvítězil Hermann Lang, který zajel i nejrychlejší kolo závodu za 5:19,9 min průměrnou rychlostí 163,2 km/h. Manfred von Brauchitsch dojel 3. se ztrátou 1:53 min. Caracciola odpadl již po 7. kole, u zatáčky La Source dostal smyk a v rotaci vyjel z trati. Nepoškozenému vozu zhasl motor a Caracciolovi se jej nepodařilo uvést do chodu, proto odstoupil a pěšky došel do boxů. Tento závod byl poznamenám tragickou nehodu Richarda Seamana na W 154, který v 22. kole před vracečkou La Source vyjel z trati a narazil do stromu. Po nárazu na strom prasklo palivové potrubí, palivo tryskalo na horké výfukové potrubí a se okamžitě vznítilo. Než Seamana vyprostili z plamenů utrpěl popáleniny třetího stupně na nohou, pažích, rukou, horní části těla a obličeji. Richard Seaman byl převezen do lázeňské nemocnice ve Spa, kde lékaři udělali vše, co si lze představit, aby mu zachránili život. Když Richard později nabyl plného vědomí, dokázal komunikovat se svou ženou a přáteli (německy i anglicky). Byl schopen vysvětlit, co se stalo, a řekl Neubauerovi, že nehodu si zavinil sám. Potom upadl do bezvědomí a krátce po půlnoci zemřel na následky popálenin.
O 14 dnů později (9. července) následovala v ME Velká cena Francie. Mercedes-Benz sice přihlásil 5 vozů, ale Seamanův vůz zůstal osiřen. Neubauer do jeho vozu "neposadil" ani náhradního jezdce, jako náhradníci v jiných vozech byli připraveni Walter Bäumer a Hans Hugo Hartmann. Na vylepšené trati dominovaly tréninku vozy Mercedes. Na dlouhých rovinkách auta dosahovala 300 km/h. Lang během prvního tréninku zajel 2:27,7 min a to mu zajistilo pole position. Do závodu odstartovaly 3 vozy W 154 II a totálně zklamaly. Caracciola havaroval již v 2. kole, Brauchitschovi v 18. kole "odešel" motor a stejná závada vyřadila v 37. kole Langa. Dokonalé fiasko. Závod opanovaly Auto Uniony (1., 2. a 6.) a Talboty (3. a 4.). O dalších 14 dnů později se konala na Nürburgringu Velká cena Německa (23. července, 22 kol/501,8 km). Zde si částečně Mercedesy napravily reputaci, protože téměř o minutu zvítězil po 4:08,41,4 h Rudolf Caracciola, když 3 Mercedesy obsadily 1. řadu startovního roštu v pořadí Lang, Brauchitsch a Caracciola. Závodu přihlíželo 250-300 tisíc diváků. Nejlépe odstartoval von Brauchitsch, ale po 1. kole byl v čela Lang s neuvěřitelným náskokem 28 vteřin. Lang však skončil hned v 2. kole pro poruchu motoru. Po závodě Langův vůz zkoumal šéfkonstruktér Rudolf Uhlenhaut, ale nenašel žádnou chybu. Rozzlobený Lang požadoval, aby byl motor na místě rozebrán, což pak odhalilo zadření pístu. Tento výpadek připravil Langa o regulérní titul mistra Evropy. Ve 3.kole odpadl Heinz Brendel a po 5.kole Manfred von Brauchitsch (oba W 154 II). Tyto výpadky nahradil vítězstvím Caracciola, který zajel i nejrychlejší kolo závodu v průměrné rychlosti 131,6 km/h. Tento Caracciolův vůz je vystaven v pražském NTM (W154 II/ výr. č.10).
Triumf zaznamenaly Mercedesy při 6. Velké ceně Švýcarska, na Bremgartenu 20. srpna. Mercedes-Benz a Auto Union poslaly do závodu po čtyřech autech. Lang byl nejrychlejší ve všech třech trénincích, před Brauchitschem a Caracciolou. V samotném finálovém závodě na 30 kol/218,4 km si jezdci Mercedesu pořadí mírně prohodili, zvítězil Lang před Caracciolou a Brauchitschem. Langovi, který od startu jel v čele, bylo sice Neubauerem signalizováno z depa, aby zpomalil a pustil před sebe Caracciolu, ale ten těchto pokynů nedbal. Lang zajel úplně poslední kolo za 2:38,4 min, což bylo nejrychlejší kolo závodu (168,0 km/h), a vyhrál o 3,1 vteřiny před Caracciolou, na 3. místě dojel Brauchitsch o 1:09,9 min zpět a 6. Hans Hugo Hartmann (všichni W 154 II).

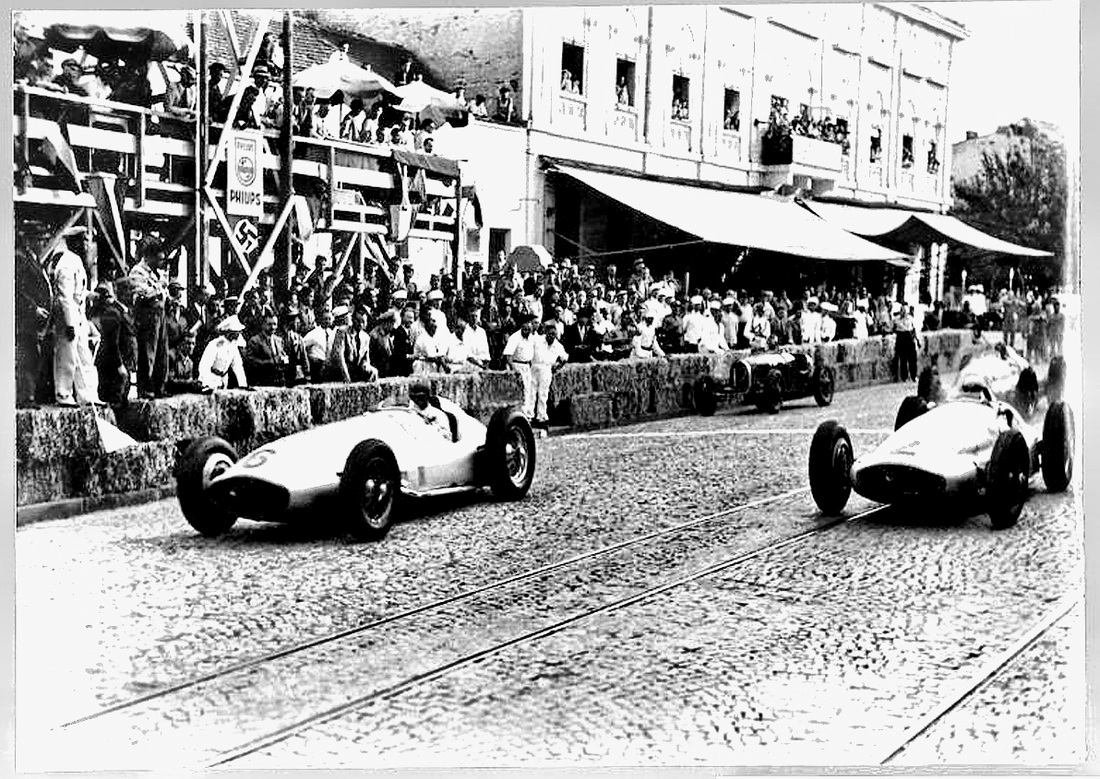
Start Grand Prix v Bělehradu, v čele roštu W 154 II, st. č. 2 (Lang) a st. č. 6 (Brauchitsch)

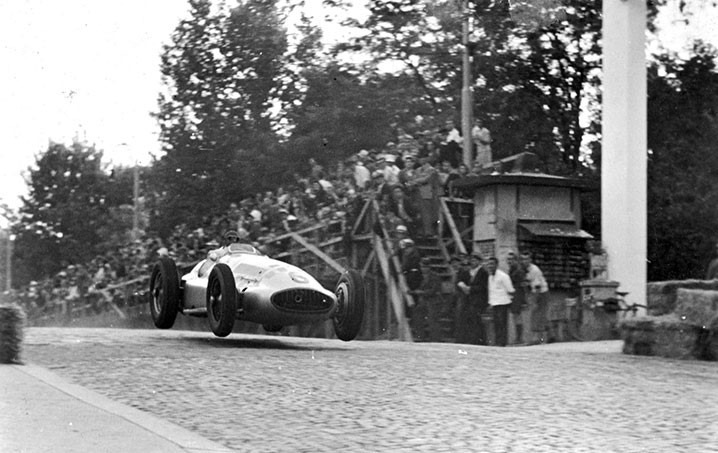
Velká cena Jugoslávie 1939, W 154 II, Manfred von Brauchitsch

Někým označovaná jako nemistrovská a jinými jako mistrovská Velká cena Jugoslávie (náhrada za GP Itálie) na okruhu Kalemegdan Park v Bělehradu se jela 3. září 1939, tedy již po zahájení války. Přestože v Bělehradu startovalo pouze 5 vozů, jednalo se dramatický závod. Divoké tempo závodu udali Brauchitsch a Lang na Mercedesech. Afred Neubauer se snažil svou osobností udržet oba jezdce na uzdě, ale žádný z nich nedbal jeho pokynů. Lang stále dotíral na Brauchitsche, až kámen odlétnuvší od Brauchtischova vozu rozbil Langovi brýle a ještě mu poranil oko. Lang dojel pomalu do depa a vzdal. Neubauer zuřil. Nevyhrál ani Brauchitsch, protože udělal jezdeckou chybu a předstihl ho Nuvolari.
Lang by ziskem 14 bodů obsadil v mistrovství Evropy 2. místo, protože žádné oficiální výsledky mistrovství 1939 nebyly vyhlášeny. Sezóna 1939 totiž byla přerušena 2. světovou válkou (problematická GP Jugoslávie a GP Itálie se vůbec nejela) a Lang ale obdržel titul mistra Evropy od německého automobilového úřadu NSKK místo oficiálního pařížského AIACR (kvůli válce se představitelé nemohli sejít). Podle bodů dle pravidel AIACR byl za lídra celkového pořadí považován závodník Hermann Müller (Auto Union D), nikoli Lang, ale Němci (ONS – Oberste Nationale Sportbehörde für die Deutsche Kraftfahrt) použili systém bodování navržený prezidentem sportovní komise Belgického královského automobilového klubu (alternativní bodový systém podobný tomu, který se používal po válce u formule 1) a podle této alternativy by Lang v pořadí skutečně zvítězil. Nicméně Langův titul z roku 1939 byl tedy podivný a zpochybnitelný, ale i oficiální Mercedes-Benz Group Media ho uvádí jako mistra Evropy 1939.

#### Závody do vrchu
V roce 1939 se Lang zúčastnil závodů do vrchu v "anšlusovém" Rakousku, 11. června do Kahlenbergu u Vídně a 6. srpna Velké ceny Německa v závodech do vrchu na Großglockner. Oba závody vyhrál. To byly jediné dva závody, ve kterých Mercedes-Benz v letech 1937–1949 zvítězil.

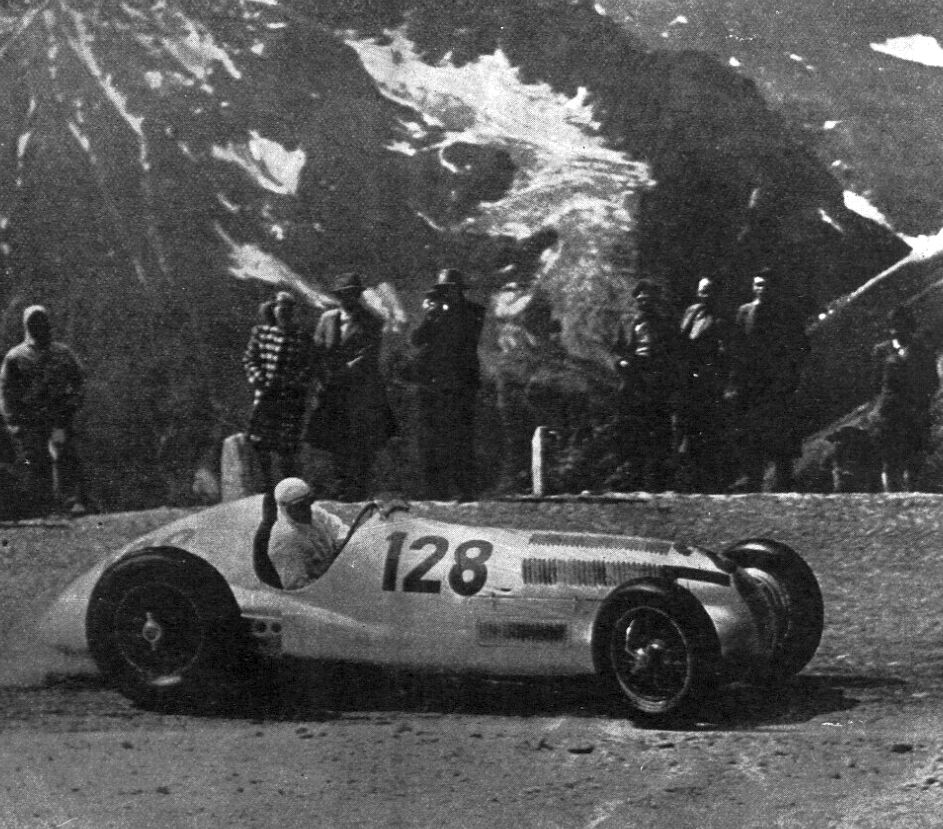
Hermann Lang, W 154, Velká cena Německa v závodech automobilů do vrchu na Großglockner (1939)

#### Rychlostní rekordy
Pro rekordní pokus v roce 1939 byla pro W 154 z roku 1938 zkonstruována na míru šitá karoserie ve dvou verzích. Pro letmý start byla použita plně aerodynamická karoserie, známá již z rekordní jízdy před rokem. Protože se rekordní jízdy jezdily výhradně v přímém směru, byl použit plně uzavřený diferenciál. U rekordních jízd byl důraz kladen na systematickou lehkou konstrukci. Brzdy předních kol byly vynechány, bubnové brzdy na zadní nápravě byly zúženy, byl odstraněn olejový chladič a další komponenty. Nastavení převodovky představovalo problém, protože došlo ke "střetu zájmů" mezi kilometrem a mílí způsobeným rozdílnými dosaženými maximálními rychlostmi. Protože výměna převodovky mezi pohony nepřicházela v úvahu, byly jako řešení zvoleny různé velikosti kol: Na kilometr byla použita 19palcová kola a na míli 22palcová. Tímto způsobem by bylo možné dosáhnout optimálního převodového poměru s jednou a toutéž převodovkou.
Tak jako v lednu 1938 i o rok později, počátkem února zajel Rudolf Caracciola na nové rekordní trati na dálnici Lipsko-Berlín u německého Dessau (Desava) několik rychlostních rekordů v třídě D (2000 - 3000 cm³). Rekordní pokusy byly učiněny mezi 8. a 14. únorem 1939. Na 1 km s pevným startem zajel Caracciola 14. února čas 20,29 vt., tzn. průměrnou rychlostí 177,4 km/h a na 1 míli dosáhl 8. února rychlosti 204,6 km/h. Rekordy s letmým startem ustanovil 9. února, na 1 km 398,23 km/h a na letmou 1 míli 399,56 km/h. Nejvyšší maximální rychlost dosažená v jednom směru byla 400,11 km/h. To byly poslední předválečné německé rekordy vytvořené v třídě D.

## Výsledky W 154 v letech 1938-9

### Mistrovství Evropy
| Legenda k tabulce | Legenda k tabulce                                                                       |
| Barva             | Výsledek                                                                                |
| ----------------- | --------------------------------------------------------------------------------------- |
| Zlatá             | Vítěz                                                                                   |
| Stříbrná          | 2. místo                                                                                |
| Bronzová          | 3. místo                                                                                |
| Zelená            | Bodované umístění                                                                       |
| Modrá             | Nebodované umístění                                                                     |
| Modrá             | Dokončil neklasifikován (NC)                                                            |
| Fialová           | Odstoupil (Ret)                                                                         |
| Červená           | Nekvalifikoval se (DNQ)                                                                 |
| Červená           | Nepředkvalifikoval se (DNPQ)                                                            |
| Černá             | Diskvalifikován (DSQ)                                                                   |
| Bílá              | Nestartoval (DNS)                                                                       |
| Bílá              | Závod zrušen (C)                                                                        |
| Světle modrá      | Pouze trénoval (PO)                                                                     |
| Světle modrá      | Páteční testovací jezdec (TD)                                                           |
| Bez barvy         | Netrénoval (DNP)                                                                        |
| Bez barvy         | Vyřazen (EX)                                                                            |
| Bez barvy         | Nepřijel (DNA)                                                                          |
| Bez barvy         | Odvolal účast (WD)                                                                      |
| Bez barvy         | Nezúčastnil se (prázdné)                                                                |
| Označení          | Význam                                                                                  |
| Tučnost           | Pole position                                                                           |
| Kurzíva           | Nejrychlejší kolo                                                                       |
| †                 | Jezdec nedojel do cíle, ale byl klasifikován, protože odjel více než 90 % délky závodu. |
| ‡                 | Byl udělován poloviční počet bodů, protože bylo odjeto méně než 75 % délky závodu.      |
| Horní index       | Umístění bodujících jezdců ve sprintu                                                   |

| Rok  | Tým             | Motor                          | Jezdec                  | 1    | 2   | 3   | 4   |
| ---- | --------------- | ------------------------------ | ----------------------- | ---- | --- | --- | --- |
| 1938 | Daimler-Benz AG | Mercedes-Benz M154             |                         | FRA  | GER | SUI | ITA |
| 1938 | Daimler-Benz AG | Mercedes-Benz M154             | Hermann Lang            | 3    | Ret | 10  | Ret |
| 1938 | Daimler-Benz AG | Mercedes-Benz M154             | Manfred von Brauchitsch | 1    | Ret | 3   | Ret |
| 1938 | Daimler-Benz AG | Mercedes-Benz M154             | Rudolf Caracciola       | 2    | 2   | 1   | 3   |
| 1938 | Daimler-Benz AG | Mercedes-Benz M154             | Richard Seaman          |      | 1   | 2   | Ret |
| 1939 | Daimler-Benz AG | Mercedes-Benz M163 *M154 (BEL) |                         | BEL* | FRA | GER | SUI |
| 1939 | Daimler-Benz AG | Mercedes-Benz M163 *M154 (BEL) | Hermann Lang            | 1    | Ret | Ret | 1   |
| 1939 | Daimler-Benz AG | Mercedes-Benz M163 *M154 (BEL) | Manfred von Brauchitsch | 3    | Ret | Ret | 3   |
| 1939 | Daimler-Benz AG | Mercedes-Benz M163 *M154 (BEL) | Rudolf Caracciola       | Ret  | Ret | 1   | 2   |
| 1939 | Daimler-Benz AG | Mercedes-Benz M163 *M154 (BEL) | Richard Seaman          | Ret  |     |     |     |
| 1939 | Daimler-Benz AG | Mercedes-Benz M163 *M154 (BEL) | Heinz Brendel           |      |     | Ret |     |
| 1939 | Daimler-Benz AG | Mercedes-Benz M163 *M154 (BEL) | Hans Hartmann           |      |     |     | 6   |

### Volné závody
| Rok  | Team            | Motor              | Jezdci                  | 1   | 2        | 3        | 4       | 5         |
| ---- | --------------- | ------------------ | ----------------------- | --- | -------- | -------- | ------- | --------- |
| 1938 | Daimler-Benz AG | Mercedes-Benz M154 |                         | Pau | Tripolis | Livorno  | Pescara | Donington |
| 1938 | Daimler-Benz AG | Mercedes-Benz M154 | Hermann Lang            | 2   | 1        | 1        | DNF     | 2         |
| 1938 | Daimler-Benz AG | Mercedes-Benz M154 | Rudolf Caracciola       | 2   | 3        | DNF      | 1       |           |
| 1938 | Daimler-Benz AG | Mercedes-Benz M154 | Richard Seaman          |     |          |          |         | 3         |
| 1938 | Daimler-Benz AG | Mercedes-Benz M154 | Manfred von Brauchitsch |     | 2        | DSQ      | DNF     | 5         |
| 1939 | Daimler-Benz AG | Mercedes-Benz M163 |                         | Pau | Eifel    | Bělehrad |         |           |
| 1939 | Daimler-Benz AG | Mercedes-Benz M163 | Hermann Lang            | 1   | 1        | DNF      |         |           |
| 1939 | Daimler-Benz AG | Mercedes-Benz M163 | Rudolf Caracciola       | DNF | 3        |          |         |           |
| 1939 | Daimler-Benz AG | Mercedes-Benz M163 | Richard Seaman          |     | DNF      |          |         |           |
| 1939 | Daimler-Benz AG | Mercedes-Benz M163 | Manfred von Brauchitsch | 2   | 4        | 2        |         |           |

## Galerie

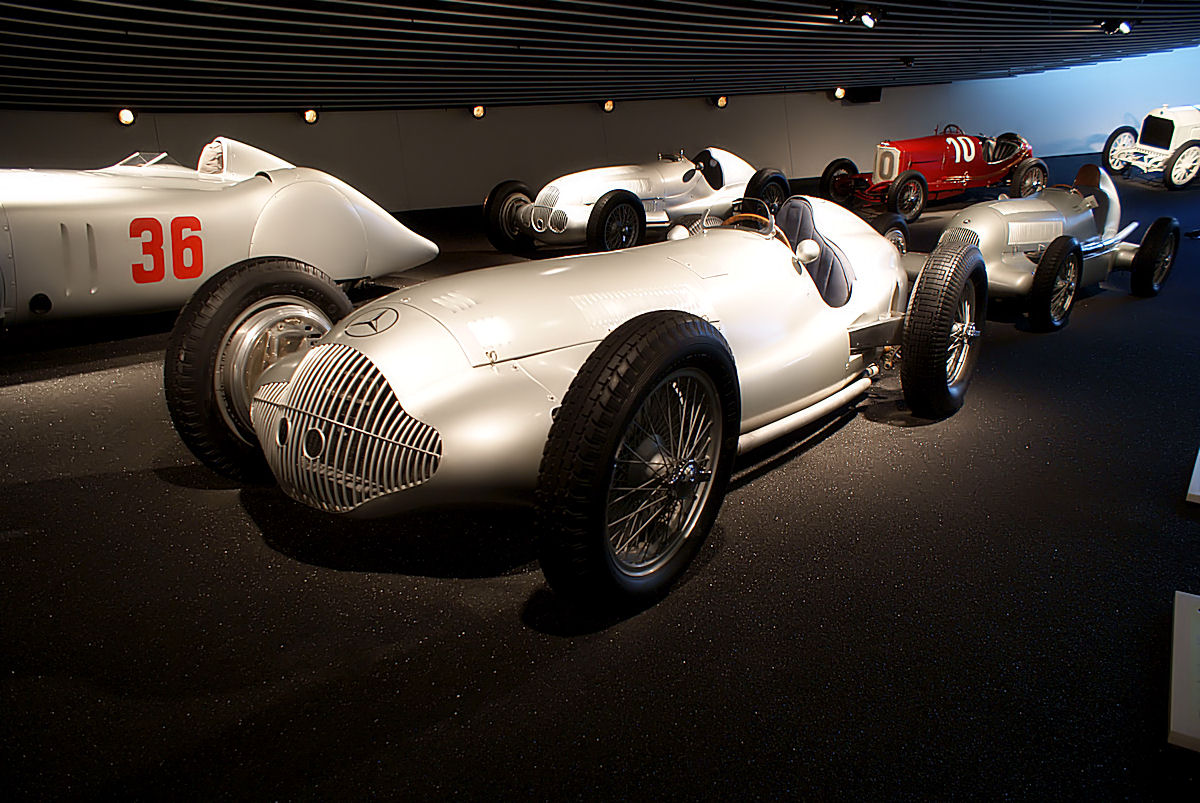
Mercedes-Benz W 154 (1938), na kterém se Rudolf Caracciola stal Mistrem Evropy
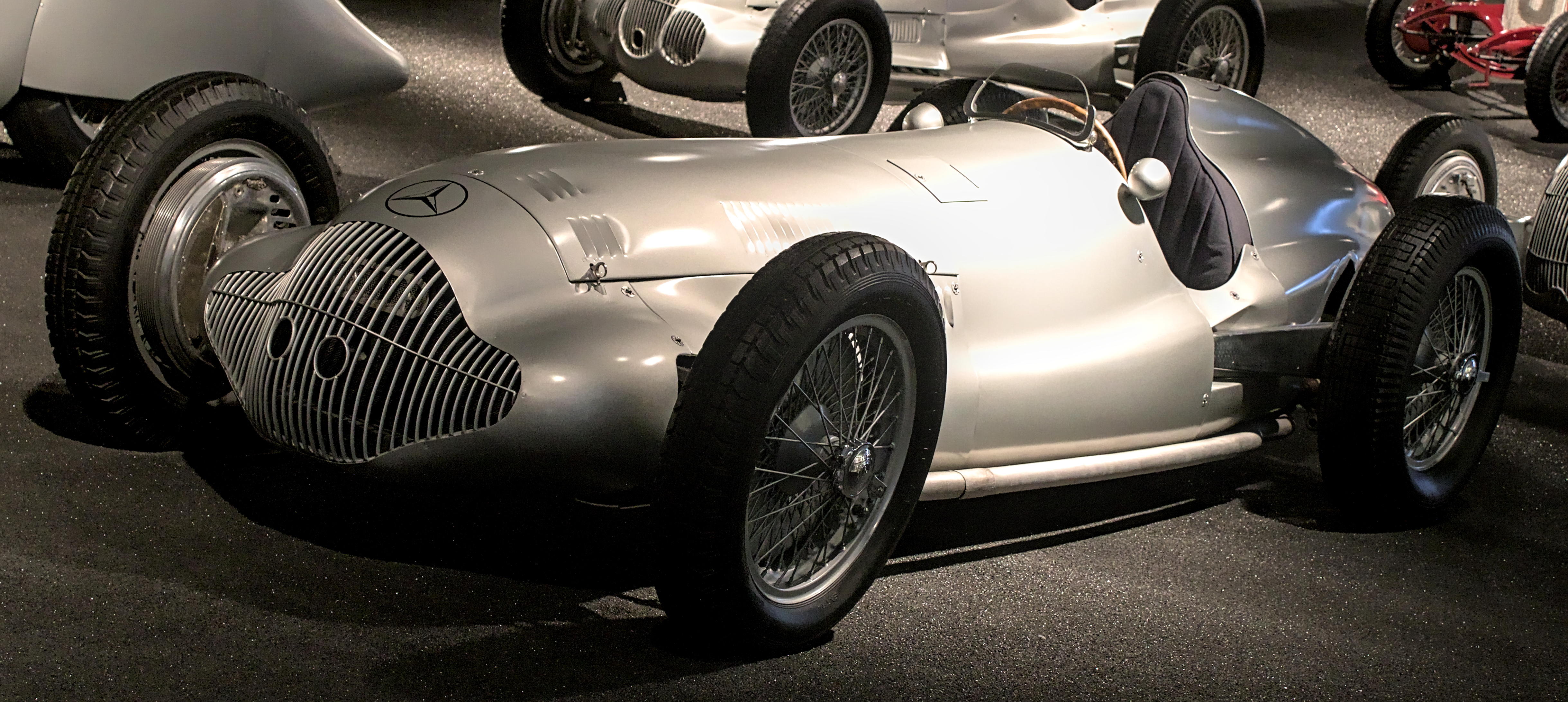
Mercedes-Benz W 154 (1938) v Muzeu Mercedes-Benz (2022)
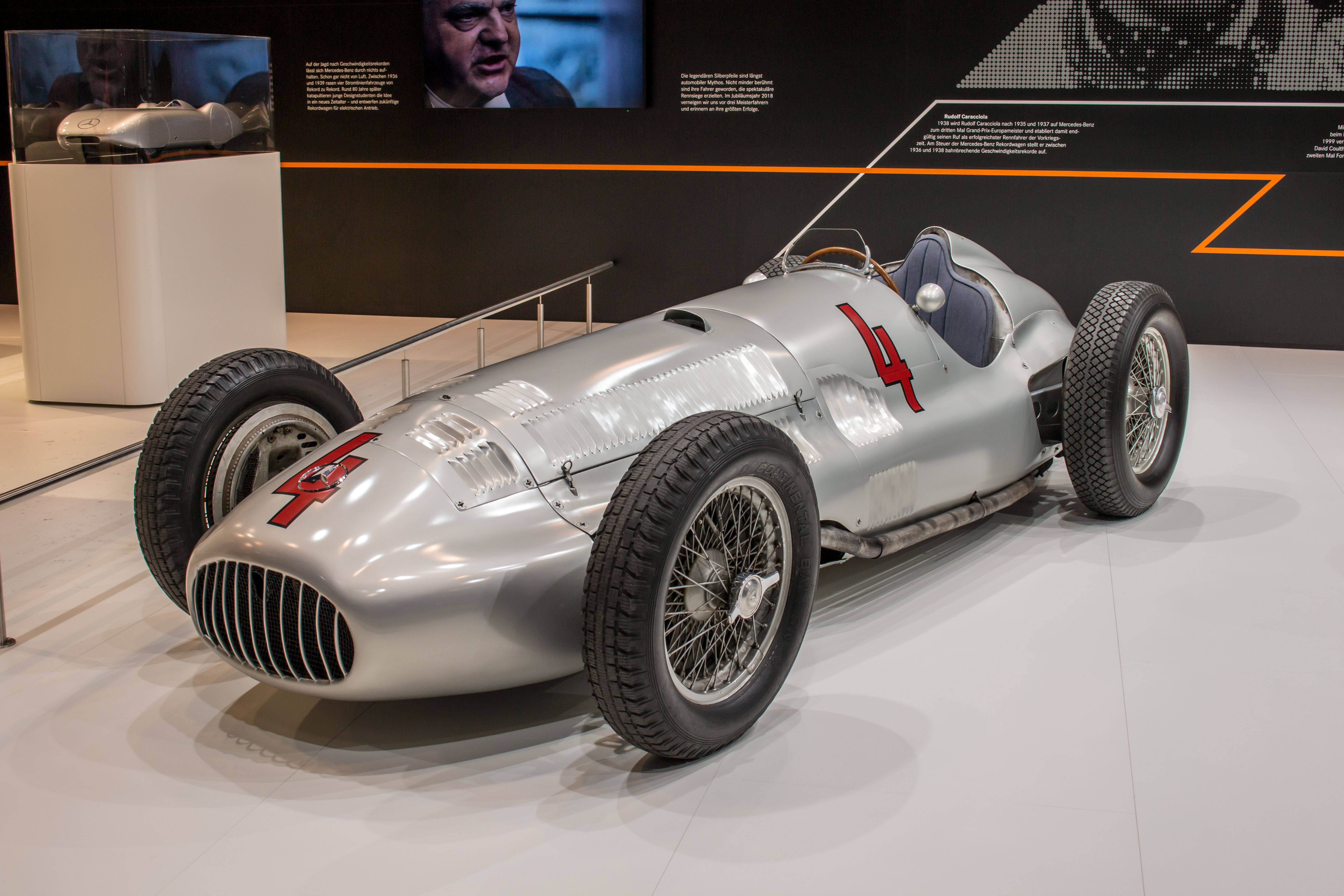
Mercedes-Benz W 154 II (1939) na výstavě Techno-Classica v Essenu 2018
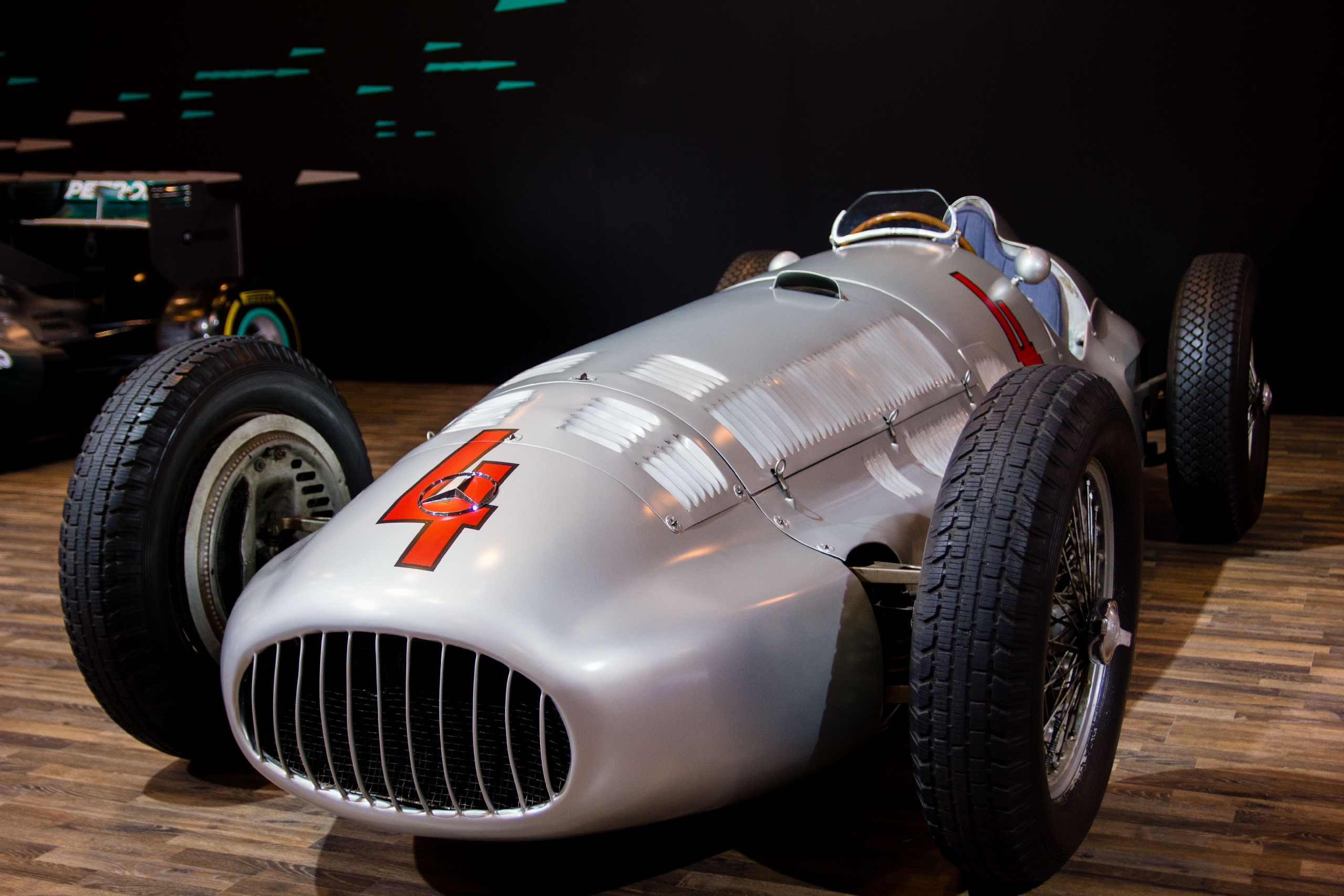
Mercedes W 154 II (1939) na výstavě v Essenu 2014
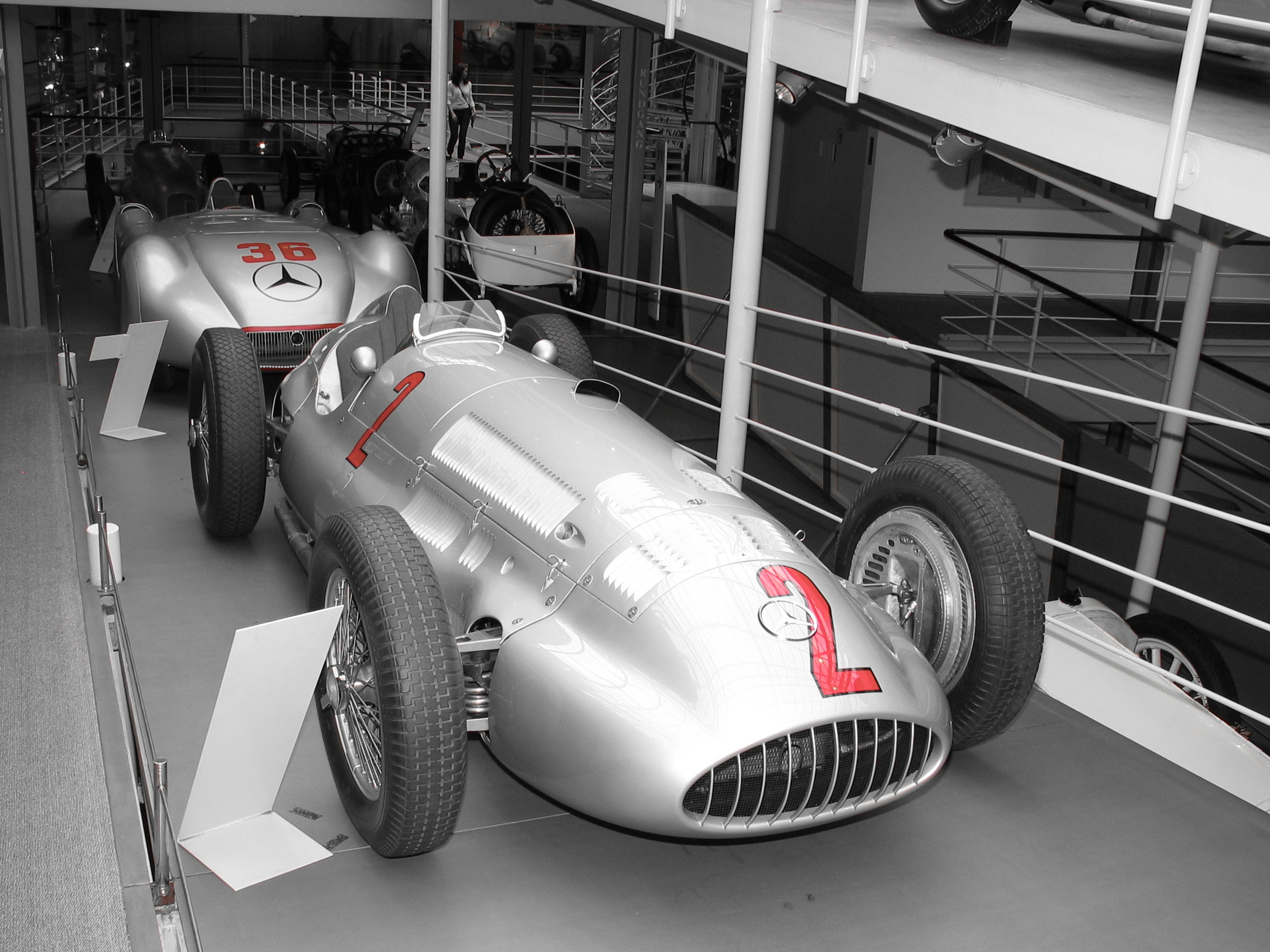
Mercedes-Benz W 154 II v Muzeu Mercedes-Benz (2005)
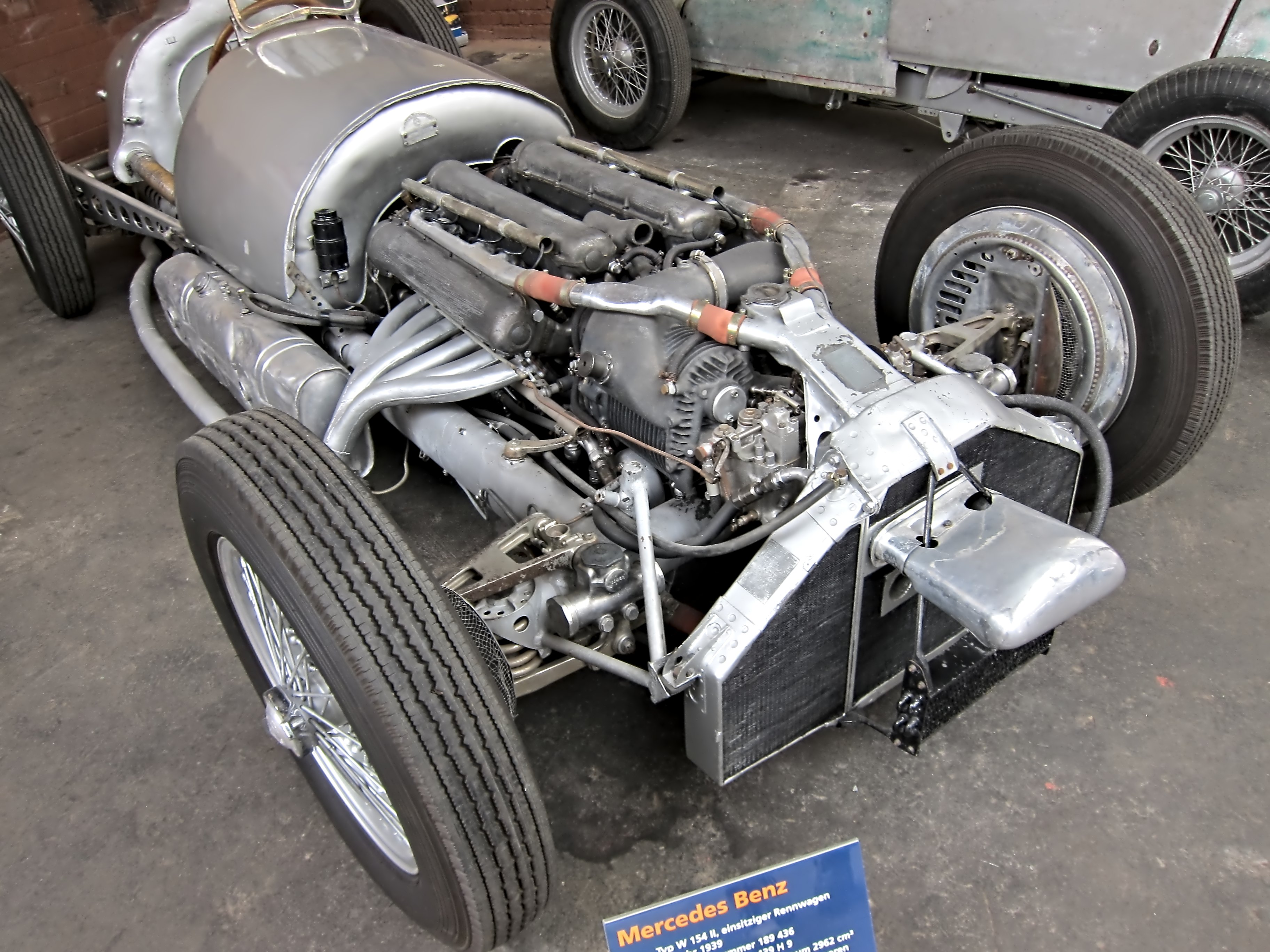
Mercedes-Benz Typ W 154 II (motor) na výstavě v Kasselu 2013
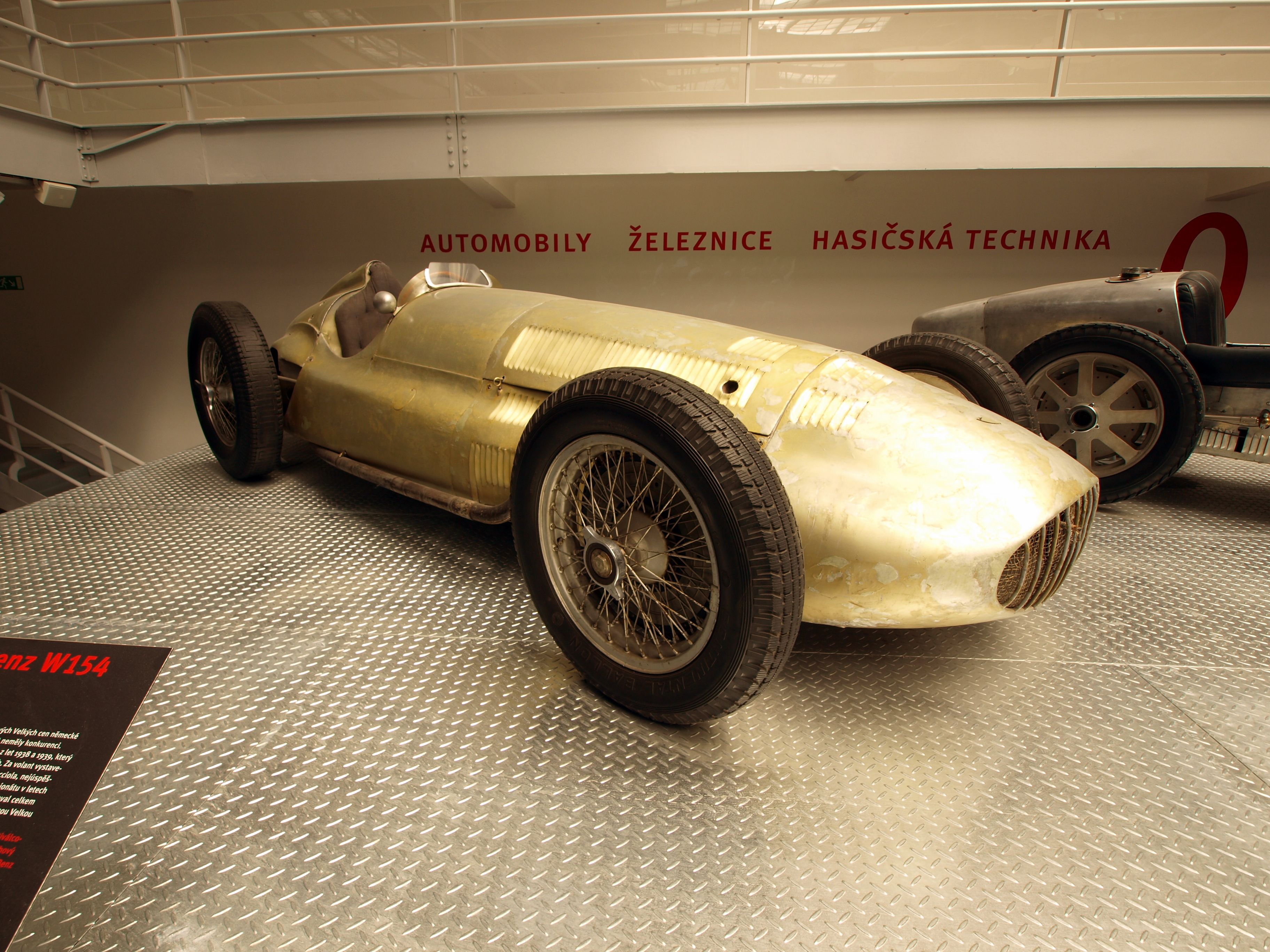
Mercedes-Benz W 154 II (1939) v NTM Praha 2012
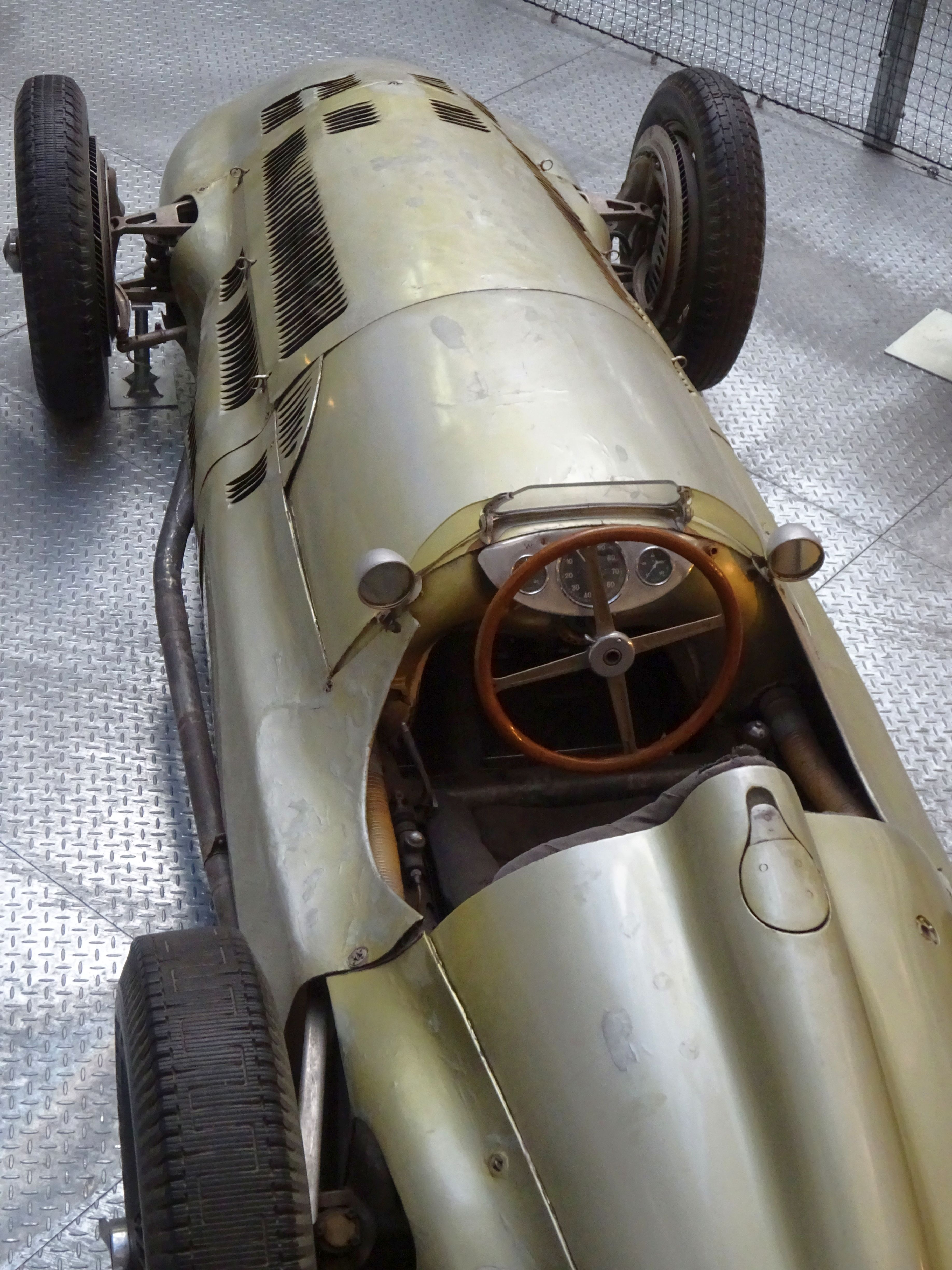
Mercedes-Benz W 154 II, kokpit (NTM 2023)
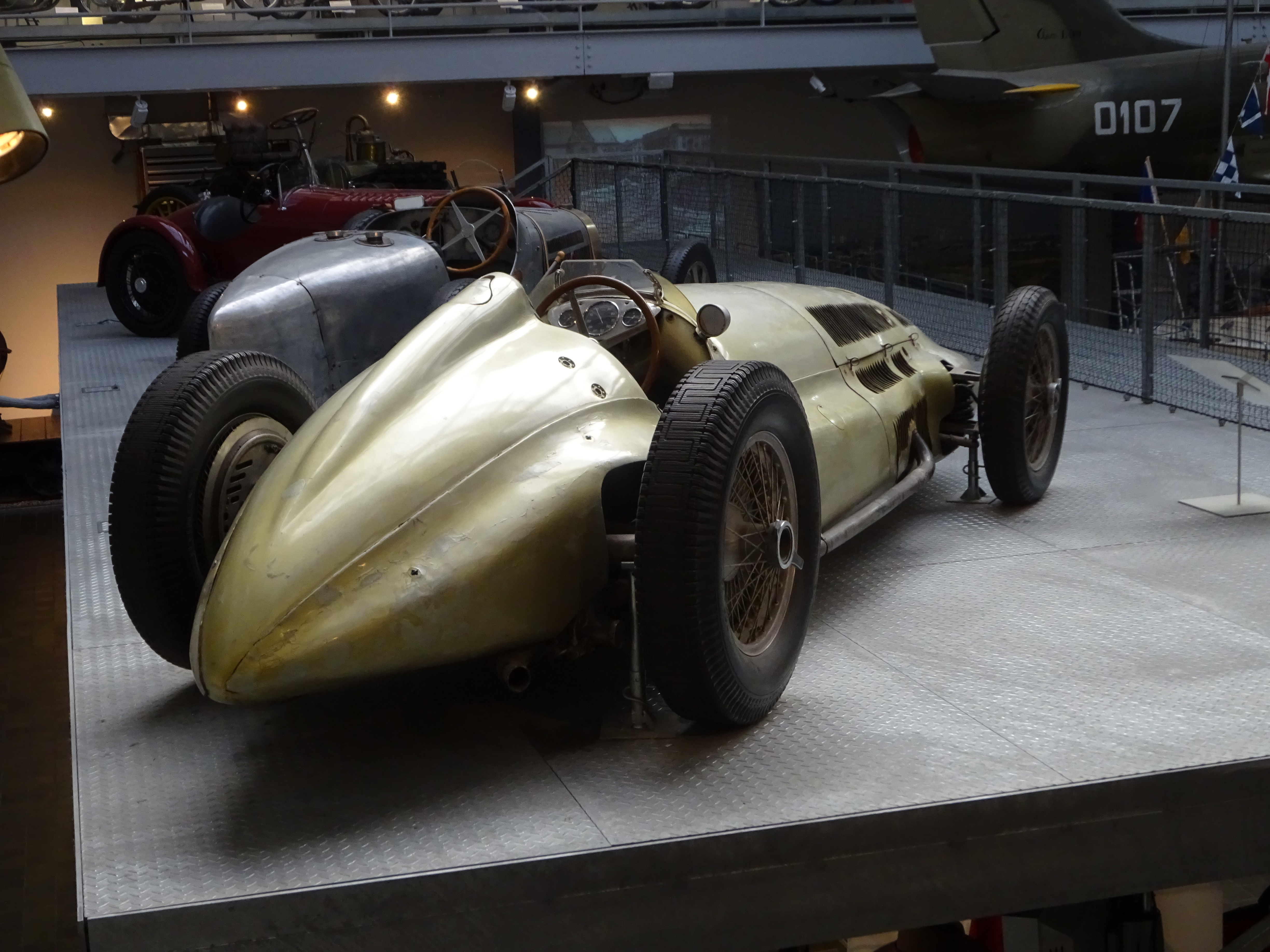
Mercedes-Benz W 154 II, zadní pohled (NTM 2023)